# Ron Fellows
Ron Fellows, född den 28 september 1959 i Windsor, Kanada, är en kanadensisk racerförare.

## Racingkarriär
Fellows inledde sin tävlingskarriär i gokart som 24-åring, innan han gjorde sin professionella debut 1986 i Player's GM Challenge. Fellows körde därefter sportvagnar, och blev kländ som förare av en Chevrolet Corvette i ALMS i början av 2000-talet, och han vann flera racerbanetävlingar i NASCAR Nationwide Series, bland annat den våta tävlingen i Montréal 2008, vilket var NASCAR:s första race på en blöt bana någonsin. Han har även vunnit Daytona 24-timmars under sin långa karriär.